# حاييم سدر
حاييم سدر (بالعبرية: חיים סידר‏) عالم إسرائيلي أمريكي في الكيمياء الحيوية. حصل على عدة جوائز على رأسها جائزة إسرائيل.